# Turcinoemacheilus
Turcinoemacheilus este un gen de pești care aparține familiei Nemacheilidae, descris de Petre Mihai Bănărescu și Teodor T. Nalbant în 1964. Speciile acestui gen sunt endemice în Asia.

## Specii
Sunt recunoscute șase specii care aparțin acestui gen:
- Turcinoemacheilus bahaii Esmaeili, Sayyadzadeh, Özuluğ, Geiger & Freyhof, 2014[1]
- Turcinoemacheilus hafezi Golzarianpour, Abdoli, Patimar & Freyhof, 2013[2]
- Turcinoemacheilus himalaya Conway, Edds, Shrestha & Mayden, 2011[3]
- Turcinoemacheilus kosswigi Bănărescu & Nalbant, 1964
- Turcinoemacheilus minimus Esmaeili, Sayyadzadeh, Özuluğ, Geiger & Freyhof, 2014[1]
- Turcinoemacheilus saadii Esmaeili, Sayyadzadeh, Özuluğ, Geiger & Freyhof, 2014[1]